# اوسیس (بازیکن فوتبال)
اوسیس رئیس دوس سانتوس (به پرتغالی: Oséas Reis dos Santos) معروف به اوسیس (Oséas) بازیکن فوتبال در پست مهاجم اهل برزیل است که در شهر سالوادور و در تاریخ ۱۴ مهٔ ۱۹۷۱ به دنیا آمده‌است.

## باشگاهی
اوسیس در تیم‌های فوتبال اتلتیکو پارانائنزه، پالمیراس، کروزیرو، سانتوس، ویسل کوبه، باشگاه ورزشی اینترناسیونال و آلبیرکس نیگاتا سابقهٔ حضور دارد.

## تیم ملی
وی همچنین در تیم ملی فوتبال برزیل بازی کرده است.